# دبی بلک
دبی بلک (انگلیسی: Debbie Black؛ زادهٔ ۲۹ ژوئیهٔ ۱۹۶۶) بازیکن بسکتبال اهل ایالات متحده آمریکا است.
وی در مسابقات کشوری و بین‌المللی در مجموع برندهٔ ۱ مدال طلا شده‌است.